# Paesia elmeri
Paesia elmeri là một loài dương xỉ trong họ Dennstaedtiaceae. Loài này được Copel. mô tả khoa học đầu tiên năm 1910.